# Karl Friedrich Hormuth
Karl Friedrich Hormuth (* 12. April 1904 in Mannheim-Lindenhof; † 3. Juni 1992 in Neibsheim) war ein deutscher Prähistoriker. Bekannt wurde er durch seinen Fund der Steinwerkzeuge des Homo heidelbergensis.

## Leben
Nach seiner Schulzeit absolvierte Hormuth eine kaufmännische Ausbildung. 
Da er sich bereits seit seiner Jugend für Archäologie und Vorgeschichte interessierte, besuchte er archäologische und geologische Vorlesungen in der Handelshochschule in Mannheim und unternahm eigene Grabungen in der Umgebung von Mannheim. 
Ab 1924 führten ihn regelmäßige Besuche in die Sandgrube von Mauer, wo er am Fundort des Unterkiefers von Mauer insgesamt 29 als vorgeschichtliche Werkzeuge zu betrachtende Hornsteine fand. 
Seine Funde fanden jedoch vorerst keine Beachtung. 
Ohne akademische Bildung wurde er Assistent am damals im Mannheimer Zeughaus befindlichen Museum für Natur- und Völkerkunde, wo ihm gegen Ende der 1920er Jahre die Leitung der prähistorischen Abteilung übertragen wurde. 
Studienfahrten führten ihn ab 1926 mehrmals zu altsteinzeitlichen Fundorten des Cro-Magnon-Menschen ins Vézèretal nach Les Eyzies. 
Auf Drängen des Museumsdirektors Wilhelm Föhner (1878–1931) erwarb er 1930 nachträglich das Abitur und war von 1932 bis 1938 Gasthörer der Universität Heidelberg in Geologie bei Wilhelm Salomon-Calvi (1868–1941) und Vorgeschichte bei Ernst Wahle. 
Ein vollständiges Studium sowie seine in den 1930er Jahren begonnene Doktorarbeit konnte Hormuth aus familiären Gründen und später auch wegen des Ausbruchs des Zweiten Weltkriegs nicht abschließen. 
Nachdem er seit dem Tode Föhners 1931 alleiniger Betreuer der Sammlungen im Mannheimer Zeughaus gewesen war, wurde er zum 1. Januar 1939 Kustos des Zeughaus-Museums. 
Nach Ausbruch des Zweiten Weltkriegs wurde er zum Militärdienst eingezogen, der ihn an die Westfront und nach Norwegen führte, wo er währenddessen auch archäologisch tätig war. 
Nach längerer Kriegsgefangenschaft kam er 1947 nach Bruchsal, wohin seine Familie unterdessen gezogen war. Eine Wiedereinstellung am Mannheimer Zeughaus blieb ihm versagt. 
Er übernahm daraufhin die Leitung des Volksbildungswerkes des Landkreises Bruchsal und war ehrenamtlich als staatlicher Denkmalpfleger für Ur- und Frühgeschichte tätig. 
1963 wurde er Leiter des Städtischen Museums im Schloss Bruchsal. 
Nachdem ihn am 9. Januar 1992 ein Schlaganfall ereilt hatte, verstarb er wenige Monate darauf in einem Pflegeheim in Neibsheim bei Bretten. 
Die umfangreiche Publikation und Präsentation seiner Funde im Winter 1992/93 hat er nicht mehr erlebt. 
Seine wissenschaftliche Bibliothek und die in seinem Besitz befindlichen Funde kamen nach seinem Tod in den Bestand des Mannheimer Reiss-Museums.

## Funde
Die bedeutendsten Funde Karl Friedrich Hormuths sind die 29 Hornstein-Artefakte aus der Sandgrube von Mauer, die als Werkzeuge des Homo heidelbergensis interpretiert werden. Hormuth fand den ersten und wichtigsten Fund, eine 42 mm lange, schaberähnliche Spitze, gleich bei seinem ersten Besuch in der Sandgrube im August 1924 direkt an der Abbruchkante der Grabung. Er hat selbst bereits 1927 über den Fund publiziert und 1932 einen Vortrag bei der 60. Tagung des Oberrheinischen Geologischen Vereins in Bad Dürkheim gehalten, stieß jedoch anfangs auf Unverständnis und Ablehnung. Sein Erstfund verblieb bis zu seinem Tod in seinem Privatbesitz, die restlichen Stücke verschwanden lange Zeit in der Sammlung des Zeughaus-Museums. Größere Beachtung wurde den Funden erst in Zusammenhang mit einer Ausstellung zum 85-jährigen Jubiläum des Fundes des Homo heidelbergensis im Winter 1992/93 geschenkt.